# 永興鄉 (鄰水縣)
永興鄉，是四川省鄰水縣下轄的一個鄉鎮級行政單位。

## 沿革[1]
- 1953年9月，第八區(豐禾區)公所從大屋鄉划出一部分，增建永興鄉人民政府。1956年1月16日，永興鄉併入豐禾鄉，永興鄉人民政府撤銷。